# Prezydenci Grudziądza
Prezydent miasta Grudziądza – najwyższy jednoosobowy organ wykonawczy Miasta Grudziądza. Jest zwierzchnikiem służbowym pracowników urzędu miasta, zwierzchnikiem kierowników miejskich jednostek organizacyjnych, a także służb, inspekcji i straży miejskiej. Wykonuje on zadania zarządu powiatu i starosty.
W myśl ustawy o samorządzie gminnym kadencja prezydenta rozpoczyna się w dniu rozpoczęcia kadencji rady gminy lub wyboru go przez radę i upływa z dniem upływu kadencji tejże rady, jednak zgodnie z art. 29 po upływie kadencji prezydenta pełni on swoją funkcję do czasu objęcia obowiązków przez nowo wybranego prezydenta miasta, czyli złożenia ślubowania podczas sesji zwołanej w terminie 7 dni od dnia ogłoszenia zbiorczych wyników wyborów samorządowych.
Siedziba prezydenta mieści się w budynku Ratusza Miejskiego przy ulicy Ratuszowej 1. Od 21 listopada 2018 prezydentem miasta Grudziądza jest Maciej Glamowski.

## Wybór
Prezydent Grudziądza zgodnie z ustawą z dnia 5 stycznia 2011 r. kodeks wyborczy, (Dz. U. 2011 Nr 21 poz. 112 z późn. zm.) wybierany jest przez mieszkańców miasta w trakcie ogólnopolskich wyborów samorządowych zarządzonych przez Prezesa Rady Ministrów, a które odbywają się co 5 lat, zgodnie z nowelizacją ustawy z 2018. W latach 1998–2018 kadencja prezydenta miasta Grudziądza trwała 4 lata. Kandydat na prezydenta nie może jednocześnie kandydować do rady powiatu i do sejmiku województwa, może kandydować tylko do rady gminy, na obszarze której kandyduje na prezydenta. Bierne prawo wyborcze przysługuje wszystkim obywatelom Rzeczypospolitej Polskiej, którzy ukończyli 25 lat oraz nie są pozbawieni praw wyborczych w tych wyborach. Kandydat również nie musi stale zamieszkiwać na obszarze gminy w której kandyduje. W wyborach na prezydenta miasta kodeks wyborczy wprowadza również limity wydatków na kampanię wyborczą. W gminach do 500 tys. mieszkańców kwotę ustala się mnożąc liczbę mieszkańców danej gminy przez kwotę 60 groszy (w przypadku Grudziądza na rok 2021 jest to kwota 56 620,80 zł). Przed 2002 rokiem prezydent był wybierany przez radę miasta i był przewodniczącym zarządu miasta. Zgodnie z obecnymi przepisami, wybór prezydenta przez Radę Miejska dopuszczalny jest tylko i wyłącznie w sytuacji gdzie w wyborach na prezydenta nie zostanie zgłoszona żadna kandydatura w ustawowym terminie. W takim przypadku wybór dokonuje się w głosowaniu tajnym, bezwzględną większością głosów ustawowego składu rady.

## Przysięga prezydencka
Każdorazowo prezydent przed objęciem urzędu składa ślubowanie. Ślubowanie odbywa się na uroczystej sesji Rady Miejskiej Grudziądza (zwyczajowo inauguracja odbywa się w Sali Sesyjnej grudziądzkiego ratusza).

Treść ślubowania:
Obejmując urząd Prezydenta Miasta uroczyście ślubuję, że dochowam wierności prawu, a powierzony mi urząd sprawować będę tylko dla dobra publicznego i pomyślności mieszkańców miasta.
Przysięga może być złożona z dodaniem zdania:
Tak mi dopomóż Bóg

## Insygnium Prezydenta Grudziądza

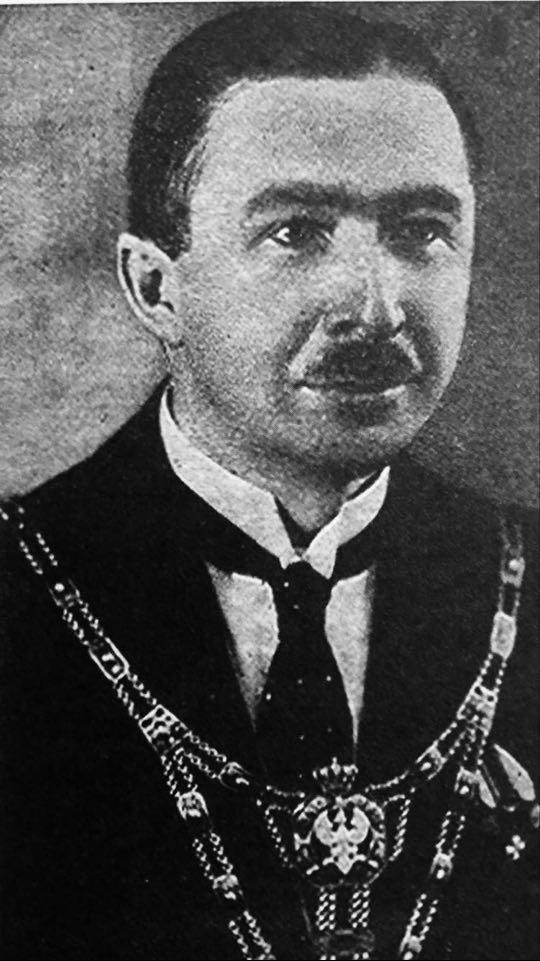
Prezydent Grudziądza Józef Włodek w łańcuchu prezydenckim, wg wzoru z 1922 r.

Oznaką urzędu Prezydenta miasta Grudziądza jest Łańcuch Prezydencki, przekazywany nowo wybranemu prezydentowi miasta przez ustępującego podczas ślubowania. Zgodnie z Uchwałą Nr XXIX/253/30 Rady Miejskiej Grudziądza z dnia 24 czerwca 2020 r. w sprawie statutu gminy-miasto Grudziądz, Łańcuch Prezydenta składa się z ogniw o kształcie nawiązującym do cech herbu (wieże). Wszystkie ogniwa wykonane są z metalu. Dolne ogniwa spięte są plakietką z tego samego metalu z motywem muru ceglanego, wewnątrz której znajduje się herb miasta Grudziądza.

## Przedmiot działalności i kompetencję prezydenta
Prezydent Grudziądza wykonuje gminne i powiatowe zadania własne oraz zlecone z zakresu administracji rządowej, w tym zadania wynikające z charakteru miasta oraz zadania wynikające z porozumień zawartych z jednostkami samorządu terytorialnego.
Prezydent wykonuje funkcje określone w przepisach prawa dla starosty oraz zarządu powiatu, ze względu na fakt, iż Grudziądz jest gminą mającą status miasta na prawach powiatu.

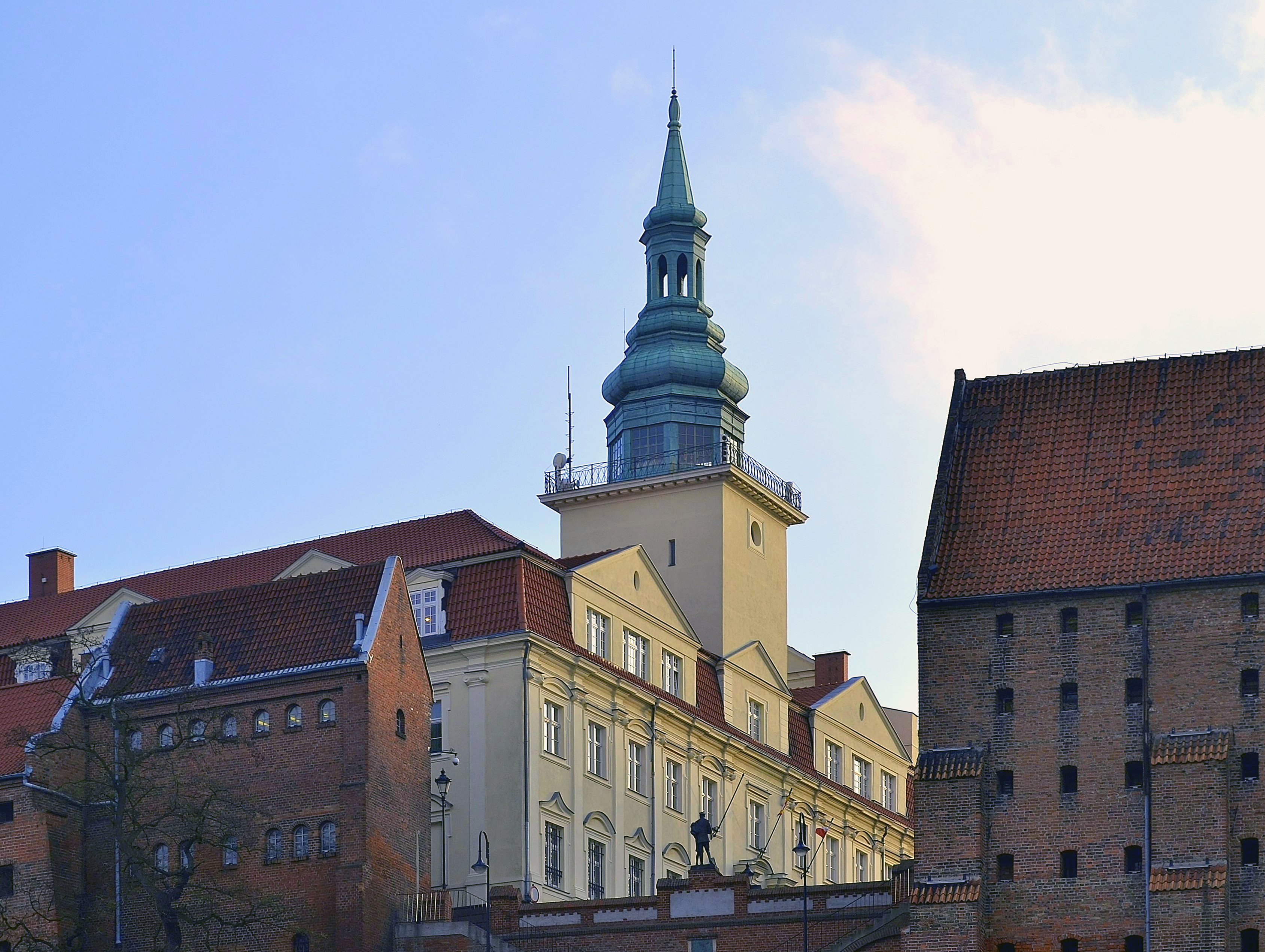
Ratusz w Grudziądzu – siedziba Prezydenta miasta Grudziądza

Zakres obowiązków prezydenta Grudziądza obejmuje:
- wykonywanie uchwał Rady Miejskiej
- przygotowanie projektów uchwał Rady Miejskiej
- gospodarowanie mieniem Miasta
- zarządzanie budżetem Miasta
- reprezentowanie Miasta na zewnątrz
- kierowanie bieżącymi sprawami Miasta.
- Posiada inicjatywę obywatelską w zakresie nadania tytułu honorowego obywatelstwa.
- W ramach realizacji budżetu Prezydent odpowiada za prawidłową gospodarkę finansową Miasta.
- Koordynuje przygotowanie i realizacje wieloletnich planów i programów rozwojowych.
- Zapewnia opracowanie planu operacyjnego w przypadku powodzi, w tym ogłasza i odwołuje pogotowie i alarm przeciwpowodziowy.
- Jest kierownikiem Urzędu Miejskiego.
- Jest zwierzchnikiem służbowym pracowników Urzędu Miasta oraz kierowników jednostek organizacyjnych Miasta.
- Rozstrzyga spory kompetencyjne, wynikające z funkcjonowania Urzędu.
- Dokonuje czynności z zakresu prawa pracy w stosunku do pracowników samorządowych Urzędu, z zastrzeżeniem przepisów szczególnych.
- Sprawuje bezpośredni nadzór nad działalnością Zastępców Prezydenta, Sekretarza, Skarbnika oraz kierowników podstawowych komórek organizacyjnych Urzędu podlegających mu bezpośrednio.
- Zatrudnia i zwalnia kierowników jednostek organizacyjnych miasta.

Prezydent jest również zwierzchnikiem służb, inspekcji i straży miejskiej. Sprawując zwierzchnictwo w stosunku do służb, inspekcji i straży miejskiej Prezydent:
- powołuje i odwołuje kierowników tych jednostek, po zasięgnięciu opinii komendanta wojewódzkiego Policji, o czym zawiadamia Wojewodę, a także wykonuje wobec nich czynności z zakresu prawa pracy, jeżeli przepisy szczególne nie stanowią inaczej
- w sytuacjach szczególnych kieruje wspólnym działaniem tych jednostek
- zatwierdza program ich działania.

Prezydent wydaje w indywidualnych sprawach decyzje z zakresu administracji publicznej, o ile przepisy szczególne nie stanowią inaczej. W celu realizacji tych zadań prezydent wydaje zarządzenia. Prezydent może powierzyć prowadzenie – w swoim imieniu – określonych spraw Miasta Zastępcom oraz Sekretarzowi Miasta. Zgodnie z regulaminem na każdej sesji zwołanej zgodnie z harmonogramem, prezydent składa Radzie sprawozdanie ze swojej działalności.

## Lista prezydentów Grudziądza

### II Rzeczpospolita Polska(1918-1939)
| Lp. | Imię i nazwisko   | Objął urząd       | Złożył urząd     | Uwagi |
| --- | ----------------- | ----------------- | ---------------- | --- |
| –   | Józef Włodek      | 26 listopada 1919 | 4 marca 1922     | Nadburmistrz komisaryczny miasta (nominacja), urzędował od godz. 15:00, 23 stycznia 1920 |
| 1   | Józef Włodek      | 4 marca 1922      | 30 sierpnia 1939 | Wybrany przez Radę Miejską, rządził dwie kadencje, pierwszy i najdłużej urzędujący prezydent w historii, 30 sierpnia 1939 otrzymał polecenie opuszczenia miasta w związku z nadchodzącą wojną |
| –   | Damazy Raszkowski | 30 sierpnia 1939  | 4 września 1939  | Komisaryczny Prezydent |

### Okupacja niemiecka(1939-1945)
| Lp. | Imię i nazwisko | Objął urząd     | Złożył urząd | Uwagi                        |
| --- | --------------- | --------------- | ------------ | ---------------------------- |
| –   | Bruno Keller    | 4 września 1939 | 6 marca 1945 | Nadburmistrz miasta Graudenz |

### Polska Ludowa(1945-1990)
| Lp. | Imię i nazwisko       | Objął urząd          | Złożył urząd         | Uwagi |
| --- | --------------------- | -------------------- | -------------------- | --- |
| –   | ppłk Iosif Kiriłłow   | 6 marca 1945         | 9 marca 1945         | Komendant miasta wyznaczony przez oddziały Armii Czerwonej, które wkroczyły do miasta. |
| –   | Leonard Wierzbicki    | 9 marca 1945         | 29 maja 1945         | Starosta Grodzki i Komisaryczny Prezydent |
| 2   | Franciszek Mówiński   | 29 maja 1945         | 30 października 1946 | Pierwszy powojenny Prezydent Grudziądza, autor książki "Szumcie wierzby" opisujące jego walkę konspiracyjną i narodowowyzwoleńczą, swoją działalność skupiał ku odbudowie zrujnowanego wojną Grudziądza                         |
| 3   | Sylwin Zygmuntowicz   | 30 października 1946 | 1 kwietnia 1950      | Po zakończeniu jego urzędowania godność prezydenta miasta została zniesiona, na jej miejsce powstała funkcja Przewodniczącego Prezydium Miejskiej Rady Narodowej. Funkcja prezydenta w mieście została przywrócona w 1975 roku. |
| –   | Jan Wardach           | 1949                 | 1949                 | Niejasności historyczne; wg IPN pełnił urząd Przewodniczącego Prezydium MRN w 1949, choć wg innych źródeł w tamtym czasie Grudziądz dalej miał prezydenta, którym był Sylwin Zygmuntowicz                                       |
| –   | Józef Rezmer          | 1 kwietnia 1950      | 1 sierpnia 1951      | |
| –   | Włodzimierz Dąbrowski | 1 sierpnia 1951      | 15 lutego 1960       | |
| –   | Bolesław Krzemień     | 15 lutego 1960       | 14 lipca 1963        | |
| –   | Władysław Dobrowolski | 14 lipca 1963        | 29 kwietnia 1970     | |
| –   | Stanisław Paczkowski  | 29 kwietnia 1970     | 15 grudnia 1973      | Ostatni Przewodniczący Prezydium Miejskiej Rady Narodowej |
| –   | Henryk Jędrzejewicz   | 15 grudnia 1973      | 13 czerwca 1975      | Naczelnik miasta i powiatu Grudziądz |
| 4   | Jan Betlejewski       | 13 czerwca 1975      | 29 października 1982 | Pierwszy Prezydent miasta Grudziądza od 1950 r. |
| 5   | Bożesław Tafelski     | 29 października 1982 | 12 czerwca 1990      | |

### III Rzeczpospolita Polska(od 1990)
| Lp. | Imię i nazwisko    | Objął urząd       | Złożył urząd      | Uwagi |
| --- | ------------------ | ----------------- | ----------------- | --- |
| 6   | Andrzej Wiśniewski | 12 czerwca 1990   | 18 lipca 1994     | |
| 7   | Zenon Kufel        | 18 lipca 1994     | 13 marca 1995     | Poseł na sejm RP III kadencji z ramienia SLD |
| 8   | Tomasz Pasikowski  | 13 marca 1995     | 3 listopada 1998  | Od 2020 prezes Miejskich Wodociągów i Oczyszczalni w Grudziądzu                                                                                   |
| 9   | Bożesław Tafelski  | 3 listopada 1998  | 19 listopada 2002 | Ostatni prezydent Grudziądza wybrany przez radę miasta Grudziądza.                                                                                |
| 10  | Andrzej Wiśniewski | 19 listopada 2002 | 4 grudnia 2006    | Pierwszy prezydent Grudziądza wybrany w bezpośrednich wyborach. 14 marca 2004 roku odbyło się nieudane referendum w sprawie odwołania prezydenta. |
| 11  | Robert Malinowski  | 4 grudnia 2006    | 21 listopada 2018 | |
| 12  | Maciej Glamowski   | 21 listopada 2018 | obecnie           | |

## Zastępcy prezydenta Grudziądza
Obecnie urząd Wiceprezydenta Grudziądza pełnią: od 16 maja 2024 Tomasz Smolarek oraz od 18 maja 2021 Róża Lewandowska. W historii Polski samorządowej po 1989 roku, tradycją było powoływanie przez urzędującego Prezydenta Grudziądza dwóch zastępców. W 2018 roku rozpoczynający kadencję, obecnie urzędujący prezydent Maciej Glamowski zerwał z tym zwyczajem, powołując tylko jednego zastępcę i motywując to złą sytuacją finansową miasta. Taki stan trawał przez trzy lata, w maju 2021 roku powrócono do systemu, w którym wydziały urzędu miejskiego podlegają dwóm zastępcom prezydenta miasta.

### Wiceprezydenci w okresie III Rzeczypospolitej Polskiej (od 1989)
- 1990-1994: Tomasz Pasikowski
- 1990-1994: Andrzej Guzowski
- 1998-2002: Małgorzata Kufel
- 1998-2002: Bogdan Derwich
- 2002-2004: Robert Malinowski
- 2002-2004: Barbara Tyrankiewicz
- 2004-2006: Małgorzata Malinowska
- 2004-2006: Sławomir Szymański
- 2006-2010: Mariola Sokołowska
- 2006-2018: Marek Sikora
- 2010-2016: Przemysław Ślusarski
- 2018-2024: Szymon Gurbin
- od 2021: Róża Lewandowska[8]
- od 2024: Tomasz Smolarek